# Кошарка за жене на Летњим олимпијским играма 1976.
Кошаркашки турнир на Летњим олимпијским играма 1976. је први званични кошаркашки турнир на Олимпијских игара на којем су учествовале жене. Турнир је одржан у Монтреалу, Канада. На завршном турниру је учествовало укупно 6 репрезентација и одиграно је укупно 15 утакмица.
Турнир се играо на једноструком систему, репрезентација која је освојила највише бодова је уједно постала и олимпијски шампион. Прву златну медаљу је освојила репрезентација СССРа, друго место је припало репрезентацији САД а треће репрезентацији Бугарске.

## Земље учеснице турнира
Свакој репрезентацији је омогућено да има највише 12 играча. На турниру је укупно било 72 играчице који су представљали 6 репрезентација учесница. На кошаркашком турниру је одиграно укупно 15 утакмица.
| - Бугарска - Јапан - Канада - Сједињене Америчке Државе - Совјетски Савез - Чехословачка |

## Резултати
| Репрезентација      | Бод. | Ута. | Поб. | Изг. | К+  | К-  |
| 1. Совјетски Савез  | 10   | 5    | 5    | 0    | 504 | 348 |
| 2. Сједињене Државе | 8    | 5    | 3    | 2    | 415 | 417 |
| 3. Бугарска         | 8    | 5    | 3    | 2    | 365 | 377 |
| 4. Чехословачка     | 7    | 5    | 2    | 3    | 351 | 359 |
| 5. Јапан            | 7    | 5    | 2    | 3    | 405 | 400 |
| 6. Канада           | 5    | 5    | 0    | 5    | 336 | 477 |

| 19. јул      |        |              |
| САД          | 71–84  | Јапан        |
| СССР         | 115–51 | Канада       |
| Чехословачка | 66–67  | Бугарска     |
| 20. јул      |        |              |
| Јапан        | 121–89 | Канада       |
| САД          | 95–79  | Бугарска     |
| Чехословачка | 75–88  | СССР         |
| 22. јул      |        |              |
| Бугарска     | 68–91  | СССР         |
| Јапан        | 62–76  | Чехословачка |
| САД          | 89–75  | Канада       |
| 23. јул      |        |              |
| Бугарска     | 66–63  | Јапан        |
| Канада       | 59–67  | Чехословачка |
| САД          | 77–112 | СССР         |
| 25. јул      |        |              |
| Канада       | 62–85  | Бугарска     |
| 26. јул      |        |              |
| САД          | 83–67  | Чехословачка |
| СССР         | 98–75  | Јапан        |

## Медаље
| 2. место САД | · Олимпијски шампион · Совјетски Савез · 1. титула | · 3. место · Бугарска · |

## Коначан пласман
| Поз.   | Репрезентација            |
| ------ | ------------------------- |
| Злато  | Совјетски Савез           |
| Сребро | Сједињене Америчке Државе |
| Бронза | Бугарска                  |
| 4.     | Чехословачка              |
| 5.     | Јапан                     |
| 6.     | Канада                    |